# Марија Амнија
Марија од Амније (око 770. - после 823.) је била византијска царица, као прва супруга Константина VI.

## Биографија
Била је праунука Светог Филарета, магната Арменијаке, у чијем житију се помиње. Име њеног оца није познато, а мајка јој се звала Хипатија. Рођена је у Амнији у Пафлагонији. Марија је 788. године била једна од тринаест кандидаткиња за супругу цара Константина VI, које је одабрала његова мајка Ирина. Константин је претходно био верен за Ротруду, ћерку Карла Великог и Хилдегарде, али је Ирена раскинула веридбу. Марија је изабрана за Константинову супругу од стране Ирине. Константин и Ставракије, евнуси који су служили као логотети дрома, такође су играли улогу у њеном избору. Брак је склопљен новембра 788. године, а склапање брака забележио је хроничар Теофан Исповедник. Брак је трајао око шест година. Марија је Константину родила две ћерке. Теофан у негативном светлу пише о Константиновој првој супрузи и приписује кривицу за закључење брака искључиво Ирини. Непостојање мушког наследника био је још један од разлога за развод брака. Константинова љубавница 794. године била је служавка њене мајке Теодата. Јануара 795. године Константин се развео од Марије. Бивша царица је заједно са две ћерке послата на острво Принкипо. Септембра 795. године Константин се оженио Теодатом. 
Развод Константиновог првог брака наишао је на неодобравање црквених кругова. Нови брак црква није прихватила, јер је Марија још увек била жива. Бивша царица провела је остатак живота као монахиња. Последњи пут је у изворима срећемо око 823. године. Маријина ћерка Еуфросина постаће византијска царица 820. године, удавши се за Михаила II. 